# Rudolph Marcus
Rudolph "Rudy" Arthur Marcus (Montreal, 21 de julio de 1923) es un químico y profesor universitario estadounidense de origen canadiense, galardonado con el Premio Nobel de Química del año 1992 por su contribución al entendimiento de las transferencias electrónicas en las reacciones químicas, conocida como teoría de Marcus.

## Primeros años y educación
Marcus nació en Montreal, Quebec, hijo de Esther (nacida Cohen) y Myer Marcus. Su padre nació en Nueva York y su madre en Reino Unido. Su familia procede de Ukmergė. Es judío y creció sobre todo en un barrio judío de Montreal, pero también pasó parte de su infancia en Detroit (Estados Unidos). Su interés por las ciencias comenzó a una edad temprana. Destacó en matemáticas en el instituto Baron Byng. Luego estudió en la Universidad McGill con Carl A. Winkler, que había estudiado con Cyril Norman Hinshelwood en la Universidad de Oxford. En McGill, Marcus tomó más cursos de matemáticas que un estudiante medio de química, lo que más tarde le ayudaría a crear su teoría sobre la transferencia de electrones.
Se licenció en 1943 y se doctoró en 1946, ambos en la Universidad McGill. En 1958, Marcus se nacionalizó estadounidense.

## Carrera e investigación
Tras licenciarse, en 1946, trabajó primero en el Consejo Nacional de Investigación (Canadá) y después en la Universidad de Carolina del Norte y en el Instituto Politécnico de Brooklyn. En 1952, en la Universidad de Carolina del Norte, desarrolló la teoría Rice-Ramsperger-Kassel-Marcus combinando la teoría RRK con la teoría del estado de transición. En 1964, enseñó en la Universidad de Illinois. Su enfoque para resolver un problema es "ir a tope".

### Teoría de Marcus sobre la transferencia de electrones
La transferencia de electrones es una de las formas más simples de una reacción química. Consiste en la transferencia de un electrón de la esfera externa entre sustancias de la misma estructura atómica, al igual que los estudios de Marcus entre iones de hierro bivalentes y trivalentes. La transferencia de electrones puede ser una de las formas más básicas de reacción química, pero sin ella la vida no puede existir. La transferencia de electrones se utiliza en todas las funciones respiratorias, así como en la fotosíntesis. En el proceso de oxidación de las moléculas de los alimentos, dos iones de hidrógeno, dos electrones y una molécula de oxígeno reaccionan para dar lugar a una reacción exotérmica, así como a H2O (agua). Debido a que la transferencia de electrones es una reacción tan amplia, común y esencial dentro de la naturaleza, la teoría de Marcus se ha convertido en algo vital dentro del campo de la química.
2H+ + 2e− + 1/2 O2 → H2O + heat
Un tipo de reacción química vinculada a sus numerosos estudios sobre la transferencia de electrones sería la transferencia de un electrón entre iones metálicos en diferentes estados de oxidación. Un ejemplo de este tipo de reacción química sería la que se produce entre un ion de hierro bivalente y otro trivalente en una solución acuosa. En la época de Marcus, los químicos se asombraban de la lentitud con la que se producía esta reacción específica. Esto atrajo a muchos químicos en la década de 1950 y es también lo que inició el interés de Marcus por la transferencia de electrones. Marcus realizó muchos estudios basados en los principios que se encontraron dentro de esta reacción química, y a través de sus estudios fue capaz de crear su famosa teoría de Marcus. Esta teoría dio paso a nuevos programas experimentales que contribuyeron a todas las ramas dentro de la química.

## Premios y honores
Marcus recibió títulos honoríficos de la Universidad de Chicago en 1983, la Universidad de Gotemburgo  en 1986, el Instituto Politécnico de Brooklyn en 1987, la Universidad McGill en 1988, la Universidad de Queen en 1993, la Universidad de Nuevo Brunswick en 1993, la Universidad de Oxford en 1995, la Universidad de Carolina del Norte en Chapel Hill en 1996, la Universidad Nacional de Yokohama en 1996, la Universidad de Illinois en Urbana-Champaign en 1997, el Technion - Instituto Tecnológico de Israel en 1998, la Universidad Politécnica de Valencia en 1999, la Universidad de Northwestern en 2000, la Universidad de Waterloo en 2002, la Universidad Tecnológica de Nanyang en 2010, la Universidad de Tumkur en 2012, la Universidad de Hyderabad en 2012 y la Universidad de Calgary en 2013. Además, se le concedió un doctorado honorario de la Universidad de Santiago de Chile en 2018.
Entre los premios que recibió antes del Nobel en 1992, Marcus recibió el Premio Irving Langmuir de Física Química en 1978, el Premio Robinson de la División Faraday de la Real Sociedad de Química en 1982, el Premio Chandler de la Universidad de Columbia en 1983, el Premio Wolf de Química en 1984/5, el Premio del Centenario, el Premio Willard Gibbs y el Premio Peter Debye en 1988, la Medalla Nacional de la Ciencia en 1989, el Premio William Lloyd Evans del Estado de Ohio en 1990, el Premio Theodore William Richards (NESACS) en 1990, la Medalla Pauling, el Premio Remsen y el Edgar Fahs Smith Lecturer en 1991, el Premio Golden Plate de la Academia Americana de Logros y el Premio Hirschfelder de Química Teórica en 1993.
También recibió una beca de profesor en el University College de Oxford de 1975 a 1976.
Fue elegido miembro de la Academia Nacional de Ciencias en 1970, de la Academia Americana de las Artes y las Ciencias en 1973, de la Sociedad Filosófica Americana en 1990, y recibió la condición de miembro honorario de la Real Sociedad de Química en 1991 y de la Real Sociedad de Canadá en 1993. Fue elegido miembro extranjero de la Royal Society (ForMemRS) en 1987.
En 2019 fue galardonado con el premio Fray International Sustainability en SIPS 2019 por FLOGEN Star Outreach.